# Срби у Боцвани
Срби у Боцвани су држављани Боцване српског поријекла или људи рођени у Србији који живе и раде у Боцвани.

## Повијест
Први Срби који су дошли на југ Африке су формирали своје колоније. Миграција српског становништва се догодила у четири таласа: први у 19. вијеку, када су долазили како би радили у рудницима, други је започео 1945. године када је на југ Африке дошла политичка емиграција и противници комунистичког режима, трећи се догодио током шездесетих и седамдесетих година, након стицања независности већине афричких земаља и прикључења Покрету несврстаних, када фабрике из СФРЈ долазе са својим радницима у ове крајеве, док се четврти талас догодио деведесетих година 20. вијека када је српско становништво бјежало од ратова на територији бивше Југославије и немаштине.
Крајем шездесетих година 20. вијека у Боцвану су се почеле досељавати српске архитекте, просторни планери, љекари, здравствени радници, професори, грађевинци, технолози, а данас око 350 Срба чини српску заједницу у Боцвани. Српска заједница у Боцвани основана је 2010. године са циљем да се одржи култура, традиција и језик, а такође је од септембра 2011. године у Габоронеу активна и српска школа. У Боцвани се истакао српски архитекта Константин Мандић, који је радио у Зимбабвеу прије него што је 1979. године као архитекта Енергопројекта дошао у ову афричку државу. Остао је упамћен по пројектима у главном граду Боцване као што су зграда поште, стамбени комплекс у близини универзитета, национални фудбалски стадион.

## Познати Срби у Боцвани
- Константин Мандић, архитекта
- Веселин Јелушић, бивши селектор фудбалске репрезентације Боцване
- Драгојло Станојловић, фудбалски тренер[5]
- Вања Кларић, тенисерка[6][7]